# Tuocha
Tuocha (en chino, 沱茶) es un tipo de té prensado, cuyo nombre significa ‘té (cha) de nido de pájaro (tuo)’, ya que se le da forma cónica similar a un nido de pájaro. hecho en forma de cabeza de nido cónica. Se produce principalmente en Yunnan. Generalmente está hecho de té negro. Debido a que el peso de un trozo de té es mucho más pequeño que el de un bloque de té, es más fácil de comprar y vender. Se elabora tuocha tanto crudo como cocido, pues el primero tan solo se seca al sol, y el otro se elabora con té suelto Pu-Erh, que ha sido apilado y fermentado artificialmente.